# Create (SQL)
Een CREATE-opdracht in SQL wordt gebruikt om een nieuwe database, tabel, index of stored procedure aan te maken. Veel implementaties breiden de syntaxis uit voor het aanmaken van elementen zoals indexen en gebruikersprofielen.

## Voorbeeld
Een veelgebruikt voorbeeld van CREATE is de instructie CREATE TABLE.
```
 
CREATE
 
TABLE
 
medewerkers
 
(

    
id
              
INTEGER
       
PRIMARY
 
KEY
,

    
voornaam
        
VARCHAR
(
50
)
   
not
 
null
,

    
achternaam
      
VARCHAR
(
75
)
   
not
 
null
,

    
geboortedatum
   
DATE
          
not
 
null

 
);

```

Een voorbeeld voor het aanmaken van een stored procedure:
```
 
CREATE
 
PROC
 
AlleMedewerkers

 
AS

 
SELECT
 
*
 
FROM
 
medewerkers
;

```